# Katherine O'Brien
Katherine L. O'Brien es una experta internacional reconocida en las áreas de epidemiología neumococal, de pruebas de vacuna y estudios de impacto neumococal, y vigilancia de enfermedades neumococales.  Es también conocida como experta en enfermedades contagiosas (incluyendo neumonía y enfermedades diarreicas) en poblaciones originarias americanas.  Es una pediatra de enfermedades contagiosas, epidemióloga, y profesora en Johns Hopkins Bloomberg Escuela de Salud Pública en el Departamento de Salud Internacional.  Es la cabeza del Grupo de Enfermedades Contagiosas en el Centro para Salud india americana y es subdirectora del Centro de Acceso de Vacuna Internacional, una organización dedicada a acelerar acceso global a vacunas que salvan vidas.

## Educación
O'Brien ganó su grado médico en la Universidad McGill en Montreal.  Ganó su M.Sc. de Salud Pública del Johns Hopkins Bloomberg Escuela de Salud Pública.

## Investigaciones
Siguiendo su residencia en pediatría y una beca en enfermedades contagiosas pediátricas en el Johns Hopkins, Kate se unió a la Rama bacterial de Enfermedades Respiratorias en los Centros para Control de Enfermedad y Prevención como una Agente de Inteligencia Epidémica. En 1998, regresó al Johns Hopkins para unirse al Centro para Salud india americana donde dirige el grupo de Enfermedad Contagiosa del Centro conduciendo pruebas clínicas de vacunas para enfermedades de importancia a naciones indias estadounidenses; también sirve como Subdirectora de Búsqueda para PneumoADIP que apunta en acelerar el desarrollo e introducción de vacunas pneumococicas para niños globalmente.  También ha trabajado en rotavirus enfermedad, conduciendo una fase grande III de prueba de vacuna rotavirus entre niños indios.  Más recientemente ha completado una prueba de 6 años de un anticuerpo monoclonal, motavizumab, contra RSV más bajo e infecciones respiratorias superiores entre niños indios americanos sanos quienes tienen un riesgo significativamente aumentado de RSV hospitalización que niños en la población general de EE. UU. Durante el PneumoADIP de 2004 a 2009, se centró en asuntos estratégicos del neumococo de búsqueda y proporcionando liderazgo a estudios especiales como el Pneumococcal Globales Serotype Proyecto (GSP) y el Hib y Pneumococcal Proyecto de Carga de Enfermedad Global (Hib/SP GDB). El GSP dilucida la función que diferente serotipos de S.pneumoniae en causar enfermedad neumococal en regiones diferentes alrededor del mundo.  Esta búsqueda es crítica a comprender las necesidades de vacuna y eficacia potencial en regiones diferentes.  El Hib/SP PIB estableció estimaciones más fiables de la carga de enfermedad de ambos S.pneumoniae Y H.influenzae En un nivel de país globalmente.  Esta búsqueda es esencial en entender el alcance de estas enfermedades que son las causas principales de neumonía, una enfermedad que mata aproximadamente 2 millones de niños debajo de cinco años y cada año. Desde entonces 2009,  ha servido como Subdirectora de IVAC, proporcionando dirección estratégica y una función principal en los proyectos como PERCH estudiando objetivos para establecer etiologías de neumonía entre niños menores de 5 años de edad en siete países alrededor del mundo, el PCV Dosing Landscape proyecta objetivos para evaluar el impacto relativo de varios PCV dosing regimens de enfermedad, immunogenicidad y colonización y proporcionar guía a QUIÉN dar decisiones de programa de la vacuna, y el PCV Serotype Proyecto de Sustitución que apunta a más plenamente entender la evidencia en serotipo con la sustitución que sigue PCV implementación.
El trabajo de O'Brien doméstico e internacionalmente se ha centrado en epidemiología y estudios de vacuna de enfermedad neumocócica; rotavirus; Haemophilus influenzae; virus respiratorio sincitial; influenza; y Helicobacter pylori.  Desde entonces, 2012,  ha servido como miembro del grupo Aconsejable Estratégico de la Organización Mundial de la Salud de Expertos (SALVIA) en Inmunizaciones. Es autora de más de 100 artículos originales así como capítulos de libro y papeles de revisión.

## Premios
- 2011: de Carrera Temprana del presidente en Ciencia e Ingeniería (PECASE)
- 2008: Sabin Instituto de Vacuna, Premio de Detective del Young.
- 2003: Candidato, Contribución Científica Excepcional a Premio de Salud Pública, Centros para Control de Enfermedad y Prevención
- 2001: CDC, Premio de Honor para contribuciones científicas excepcionales a salud pública, Grupo B Streptococcal Equipo de Prevención
- 1999: CDC, Nakano Cita, para el Haití diethylene investigación de envenenamiento del glicol.
- 1998: el premio de Servicio Señalado del secretario, Departamento de Salud y Servicios Humanos
- 1997: CDC Mackel Premio para una investigación de epidemia qué mejor combina epidemiología y trabajo de laboratorio.
- 1997: Premio de Honor de Grupo de CDC para El Equipo de Respuesta de Emergencia de Haití
- 1997: Alimentario y Reconocimiento de Grupo de Administración de Fármaco Premio para meritorious servicio en la investigación de una crisis de salud pública internacional qué estuvo asociado con la contaminación de pharmaceuticals por diethylene glicol.